# Marianne Jørgensen (billedkunstner)
 Der er flere personer med dette navn, se Marianne Jørgensen.
Marianne Jørgensen (født 1959) er en dansk kunstner uddannet på Det Jyske Kunstakademi 1981-1985.

## Kunstnerisk praksis
Marianne Jørgensen arbejder med installationer, skulptur, arkitektur, video og fotografi ofte udenfor kunstinstitutionens rammer. Hendes kunstneriske arbejde er beslægtet med land art og hendes tilgang er konceptuel mens værkernes karakter spænder fra det poetiske til det kritiske. Hun arbejder ofte med det nære men i stor skala med materialer såsom jord, græs og andre planter. Bearbejdninger af større arealer med for eksempel skrift udført i asfalt eller rullegræs eller som trampede stier er eksempler på værker.
I 1980erne var Marianne Jørgensen en del af kunstnerkollektivet Solkorset, som med en række komplekse og nyskabende værker eksperimenterede banebrydende med kunsten i et udvidet felt mellem rum, arkitektur og skulptur.

## Hædersbevisninger
Carl Nielsen og Anne Marie Carl-Nielsens Legat (2014),
Statens Kunstfonds treårige arbejdsstipendium (2014-2017)

## Kunstnersammenslutninger
Jylland

## Eksterne link
- ugens kunstner på Kunsten.nu Arkiveret 11. september 2015 hos  Wayback Machine
- artikel på Kunsten.nu Arkiveret 6. september 2015 hos  Wayback Machine